# Sauroniops
Sauroniops é um gênero fóssil de dinossauro da família Carcharodontosauridae. Há uma única espécie descrita para o gênero Sauroniops pachytholus. Seus restos fósseis foram encontrados nas camadas de Kem Kem, no Marrocos, e datam do Cenomaniano, Cretáceo Superior.
Apelidado carinhosamente de 'Sauron', o vilão de Senhor dos Anéis, o Sauroniops pachytholus era parecido com o Tiranossauro Rex.